# Santa Maria da Feira
Santa Maria da Feira – miejscowość w Portugalii, leżąca w dystrykcie Aveiro, w regionie Północ w podregionie Entre Douro e Vouga. Miejscowość jest siedzibą gminy o tej samej nazwie.

## Demografia
| Liczba ludności gminy Santa Maria da Feira (1801–2011) | Liczba ludności gminy Santa Maria da Feira (1801–2011) | Liczba ludności gminy Santa Maria da Feira (1801–2011) | Liczba ludności gminy Santa Maria da Feira (1801–2011) | Liczba ludności gminy Santa Maria da Feira (1801–2011) | Liczba ludności gminy Santa Maria da Feira (1801–2011) | Liczba ludności gminy Santa Maria da Feira (1801–2011) | Liczba ludności gminy Santa Maria da Feira (1801–2011) | Liczba ludności gminy Santa Maria da Feira (1801–2011) | Liczba ludności gminy Santa Maria da Feira (1801–2011) |
| ------------------------------------------------------ | ------------------------------------------------------ | ------------------------------------------------------ | ------------------------------------------------------ | ------------------------------------------------------ | ------------------------------------------------------ | ------------------------------------------------------ | ------------------------------------------------------ | ------------------------------------------------------ | ------------------------------------------------------ |
| 1801                                                   | 1849                                                   | 1900                                                   | 1930                                                   | 1960                                                   | 1981                                                   | 1991                                                   | 2001                                                   | 2004                                                   | 2011                                                   |
| 27 851                                                 | 37 823                                                 | 44 596                                                 | 52 679                                                 | 83 483                                                 | 109 531                                                | 118 641                                                | 135 964                                                | 142 295                                                | 139 312                                                |

## Sołectwa
Sołectwa gminy Santa Maria da Feira (ludność wg stanu na 2011 r.):
- Argoncilhe – 8420 osób
- Arrifana – 6551 osób
- Caldas de São Jorge – 2716 osób
- Canedo – 6044 osoby
- Escapães – 3309 osób
- Espargo – 1559 osób
- Feira – 12 511 osób
- Fiães – 7991 osób
- Fornos – 3397 osób
- Gião – 1815 osób
- Guisande – 1237 osób
- Lobão – 5483 osoby
- Louredo – 1325 osób
- Lourosa – 8636 osób
- Milheirós de Poiares – 3791 osób
- Mozelos – 7142 osoby
- Mosteiró – 2038 osób
- Nogueira da Regedoura – 5790 osób
- Paços de Brandão – 4867 osób
- Pigeiros – 1181 osób
- Rio Meão – 4931 osób
- Romariz – 3023 osoby
- Sanfins – 1882 osoby
- Sanguedo – 3600 osób
- Santa Maria de Lamas – 5073 osoby
- São João de Ver – 10 579 osób
- São Paio de Oleiros – 4069 osób
- Souto – 4696 osób
- Travanca – 2242 osoby
- Vale – 1903 osoby
- Vila Maior – 1511 osób

## Miasta partnerskie
- Joué-lès-Tours, Francja
- Tyrgowiszte, Bułgaria
- Catió, Gwinea Bissau